# Forked Lightning Ranch
Le Forked Lightning Ranch est un ranch américain dans le comté de San Miguel, au Nouveau-Mexique. Un temps la propriété de Jane Fonda, il est protégé au sein du Pecos National Historical Park. Ses principaux bâtiments ont été construits selon les plans de John Gaw Meem dans le style Pueblo Revival.